# Coupe de France féminine de cyclisme sur route 2009
Cet article traite uniquement de la compétition féminine. Pour les résultats de la compétition masculine, voir Coupe de France de cyclisme sur route 2009.
Navigation
Coupe de France 2008 Coupe de France 2010
La Coupe de France féminine de cyclisme sur route 2009 est la 10e édition de la Coupe de France féminine de cyclisme sur route. La victoire finale revient à la Française Karine Gautard.
Cette édition se déroule du 22 mars au 20 août 2009 et est composée de cinq épreuves comme lors de l'édition précédente.

## Résultats
| Dates    | Courses                                          |  | Vainqueur              |
| 22 mars  | Cholet-Pays de Loire féminin                     |  | Florence Girardet      |
| 12 avril | Ladies Berry Classic’s Cher                      |  | Karine Gautard-Roussel |
| 13 avril | Prix de la Ville de Pujols                       |  | Sophie Creux           |
| 3 mai    | Trophée des grimpeurs féminin                    |  | Jeannie Longo          |
| 31 mai   | Circuit National Féminin de Saint Amand-Montrond |  | Annulé                 |
| 20 août  | Classic Féminine de Vienne Poitou-Charentes      |  | Svetlana Boubnenkova   |

## Classement
|     | Coureuse           | Pts. |
| --- | ------------------ | ---- |
| 1re | Karine Gautard     | 160  |
| 2e  | Jeannie Longo      | 157  |
| 3e  | Pascale Jeuland    | 152  |
| 4e  | Marina Jaunatre    | 149  |
| 5e  | Christine Majerus  | 145  |
| 6e  | Aude Biannic       | 123  |
| 7e  | Émilie Blanquefort | 114  |
| 8e  | Béatrice Thomas    | 112  |
| 9e  | Megan Guarnier     | 111  |
| 10e | Edwige Pitel       | 109  |

L'équipe Vienne Futuroscope remporte le classement par équipes.

Pascale Jeuland remporte le classement chez les espoirs et Aude Biannic le classement chez les juniors.